# Laura Curran

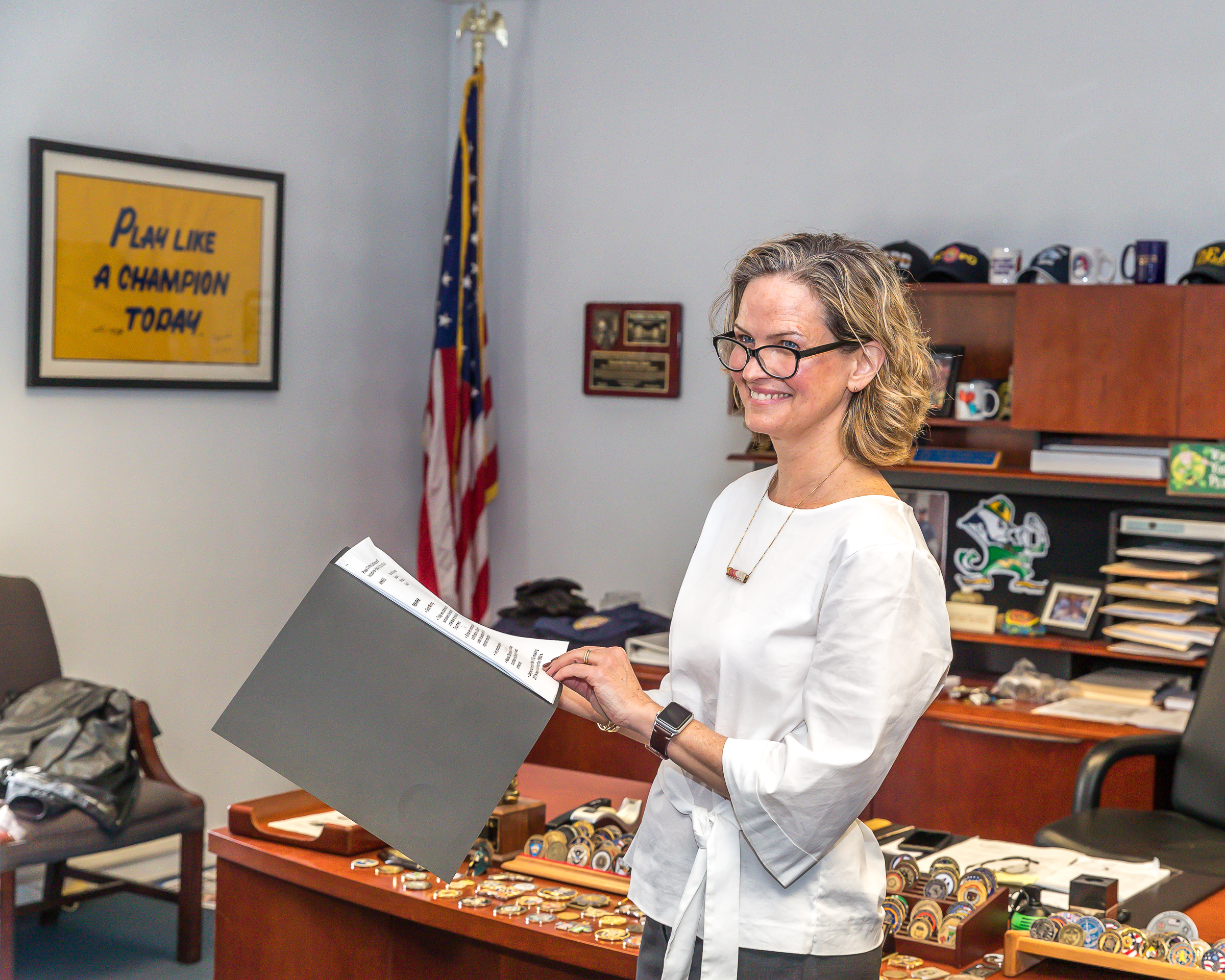
Laura Curran (2018)

Laura Curran (* 31. Dezember 1967 in St. Catharines, Ontario, Kanada) ist eine US-amerikanische Politikerin. Sie ist Mitglied der Demokratischen Partei und seit dem 1. Januar 2018 „County Executive“ des Nassau County im Bundesstaat New York. Sie ist die erste Frau in diesem Amt. Vor ihrer politischen Karriere arbeitete Curran als Reporterin für verschiedene New Yorker Tageszeitungen.

## Leben
Laura Curran wurde in St. Catharines im Südosten der kanadischen Provinz Ontario geboren und wuchs in Baldwin, einer Kleinstadt innerhalb der Town of Hempstead im US-Bundesstaat New York auf. Am Sarah Lawrence College erlangte sie ihren Bachelor of Arts. Vor ihrer politischen Karriere arbeitete Curran als Zeitungsreporterin für die New York Daily News und die New York Post. Zwischen 2011 und 2014 war Laura Curran Mitglied des Baldwin Board of Education und von 2014 bis 2017 hatte sie einen Sitz in der Nassau County Legislature inne.
Laura Curran ist verheiratet, hat drei Töchter und lebt mit ihrer Familie in North Baldwin.

## Politische Karriere

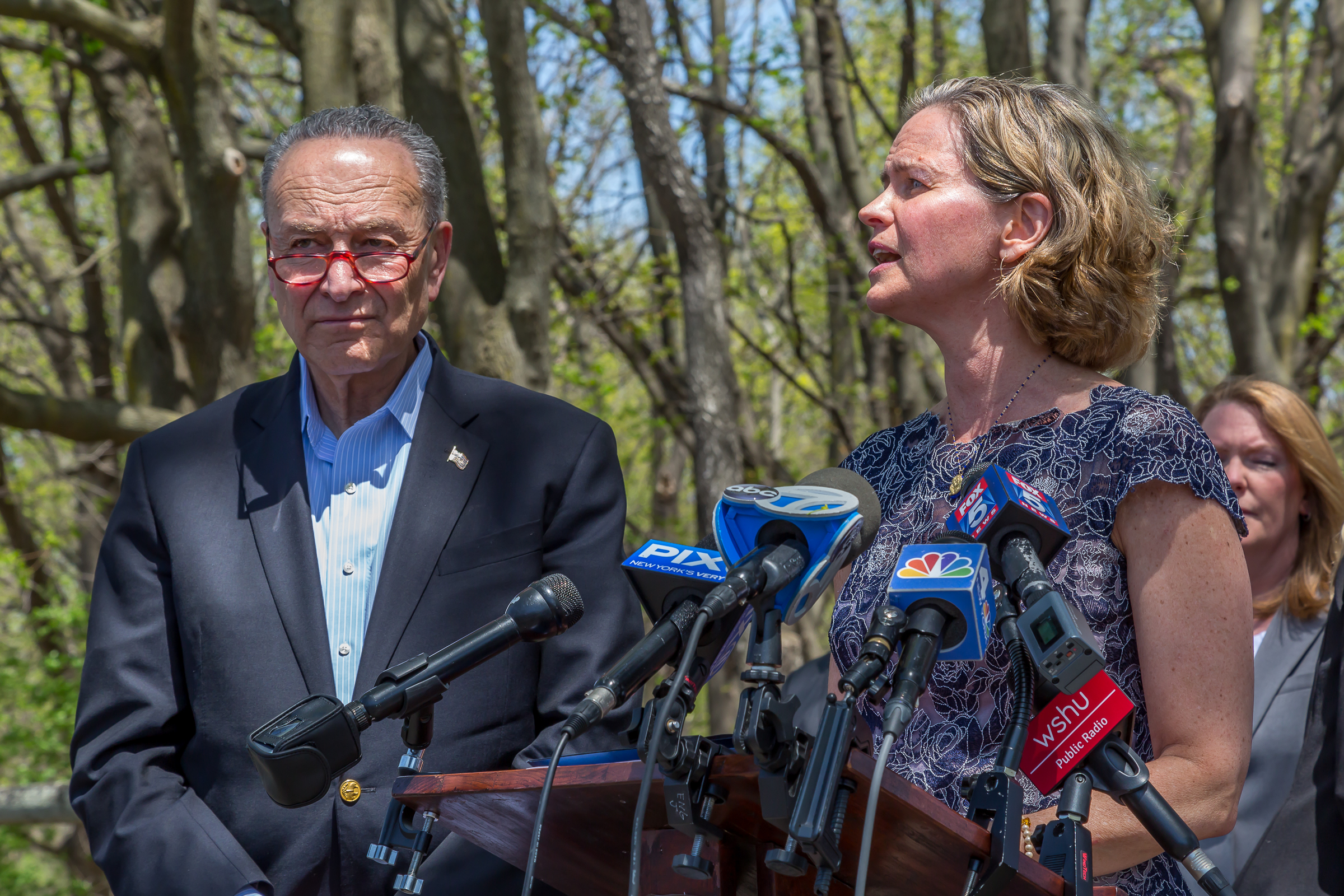
Laura Curran während einer Pressekonferenz 2018

2014 wurde Laura Curran Mitglied der Vertretung des fünften Distrikts für die Städte South Hempstead, Baldwin, Freeport, Merrick, Oceanside und Rockville Centre in der Nassau County Legislature, wo sie sich mit den Themen öffentliche Sicherheit, Finanzen und Entwicklung beschäftigte. Am 12. September 2017 wurde Curran in einer innerparteilichen Vorwahl gegen George Maragos als demokratische Kandidatin für die Wahl des Nassau County Executive im November des gleichen Jahres ausgewählt. In dieser Wahl setzte sie knapp mit 51 Prozent der Stimmen gegen den republikanischen Kandidaten und ehemaligen Bürgermeister von Mineola, Jack Martins, durch.
Am 1. Januar 2018 wurde Laura Curran durch den Gouverneur von New York, Andrew Cuomo, vor dem Old Nassau County Courthouse in ihr Amt vereidigt. Sie löste den Republikaner Ed Mangano ab, der aufgrund eines bevorstehenden Korruptionsprozesses nicht erneut zur Wahl angetreten war. Als eine ihrer ersten Amtshandlungen ernannte sie Patrick Ryder zum Leiter des Nassau County Police Department. Dies diente dem Ziel der besseren Verbrechensbekämpfung und Senkung der Kriminalitätsrate.
Im März 2018 erließ Curran einen Erlass zur Freigabe von Steuerbescheiden und unterzeichnete einen Gesetzentwurf, der die Neubewertungen der Steuerklassen aller Liegenschaften innerhalb des Nassau County bis 2019 vorsah. Das Steuerregister war unter Currans Amtsvorgänger im Jahr 2011 eingefroren worden, sodass sich eine Grundsteuerverschiebung von etwa 1,7 Milliarden US-Dollar ergeben hatte. Zudem stellte sie einen Vorschlag vor, nach dem Hausbesitzern unter bestimmten Voraussetzungen Steuererleichterungen versprochen wurden. Zu ihrem Amtsantritt war Curran des Weiteren mit einer steigenden Zahl an Drogentoten im Nassau County konfrontiert. Zu Beginn ihrer Amtszeit wurde im Nassau County das High-Intensity-Drug-Trafficking-Area-System eingeführt. Infolgedessen ging die Anzahl an tödlichen Überdosierungen um 32 Prozent zurück.
Während ihrer Wahlkampagne versprach Laura Curran, nach ihrer Wahl den Namen des County Executive von allen Hinweis- und Willkommensschildern im Nassau County entfernen zu lassen. Curran hatte die Schilder als Eigenwerbung und Steuerverschwendung kritisiert.